# Servicios de guardería de bicicletas del Metro de Santiago
Actualmente el Metro de Santiago cuenta con dos tipos de guarderías de bicicletas en sus instalaciones: Bicimetro y Línea Cero. Con el fin de motivar a los usuarios a usar métodos de transporte menos contaminantes y a disminuir la congestión de las vías públicas, se creó durante 2008 el servicio «Bicimetro», un sistema que permite a los pasajeros guardar bicicletas en guarderías dispuestas en algunas estaciones de la red de Metro. En 2018 se inauguró el sistema «Línea Cero», una propuesta similar pero con un método de pago distinto al primero.

## Bicimetro

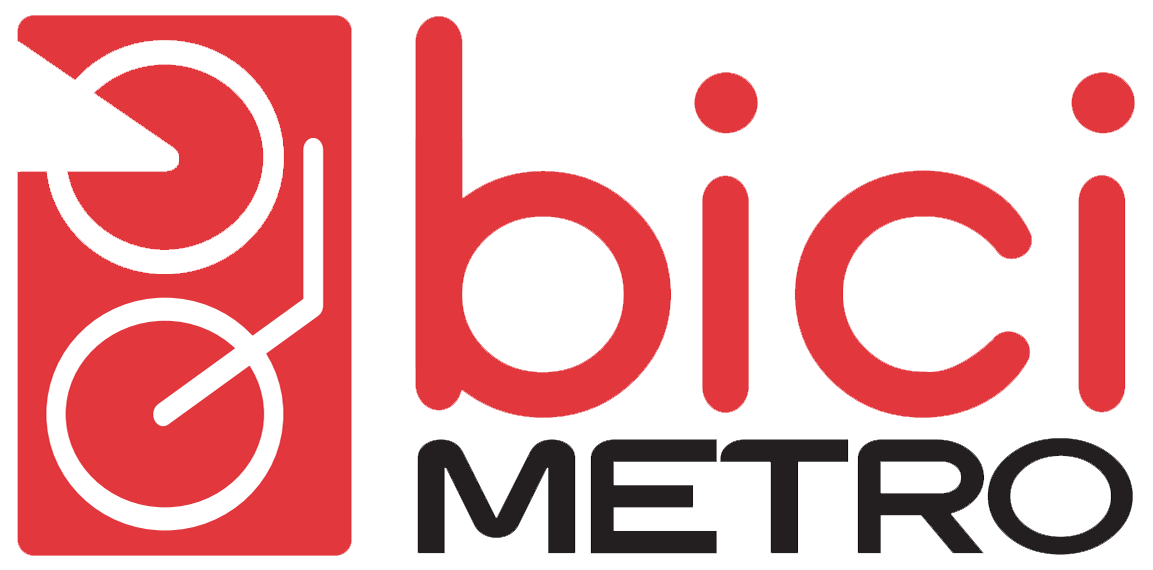
Logotipo de Bicimetro.

Creado durante 2008, este servicio se encuentra en algunas estaciones de tipo tradicional. Su horario es de 7:00 a 22:00 horas de lunes a sábado y de 8:00 a 21:00 los domingos y festivos. Su precio es de $300 por día, $1000 por 5 boletos de libre uso y una multa de $2000. Su pago se realiza en las boleterías de cada estación.
En agosto de 2008 fueron inauguradas las guarderías de Bicimetro en las estaciones Vespucio Norte, Cristóbal Colón, Grecia y Las Mercedes. El año siguiente fueron abiertas dos nuevas guarderías, en las estaciones Escuela Militar (abierta el 30 de enero de 2009) y La Cisterna (abierta el 23 de noviembre de 2009), mientras que el 2 de agosto de 2010 abrió sus puertas la guardería de Bicimetro en la estación Blanqueado.
En el año 2012 se guardaron más de 37 000 bicicletas en las guarderías de Bicimetro, lo que suponía un incremento de 37% respecto del año anterior.
Las estaciones que disponen del servicio de Bicimetro son:
| Línea 1         | Línea 2                    | Línea 4                             | Línea 5                              |
| --------------- | -------------------------- | ----------------------------------- | ------------------------------------ |
| Escuela Militar | Vespucio Norte La Cisterna | Cristóbal Colón Grecia Las Mercedes | Gruta de Lourdes Blanqueado Pudahuel |

## Línea Cero

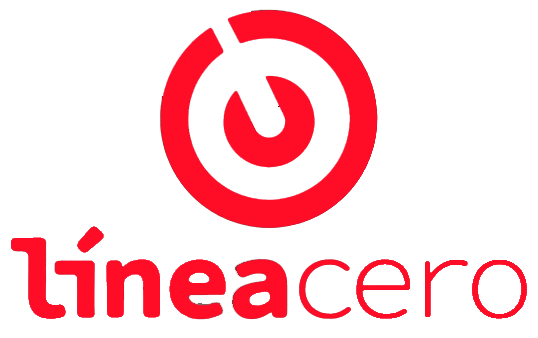
Logotipo de Línea Cero.

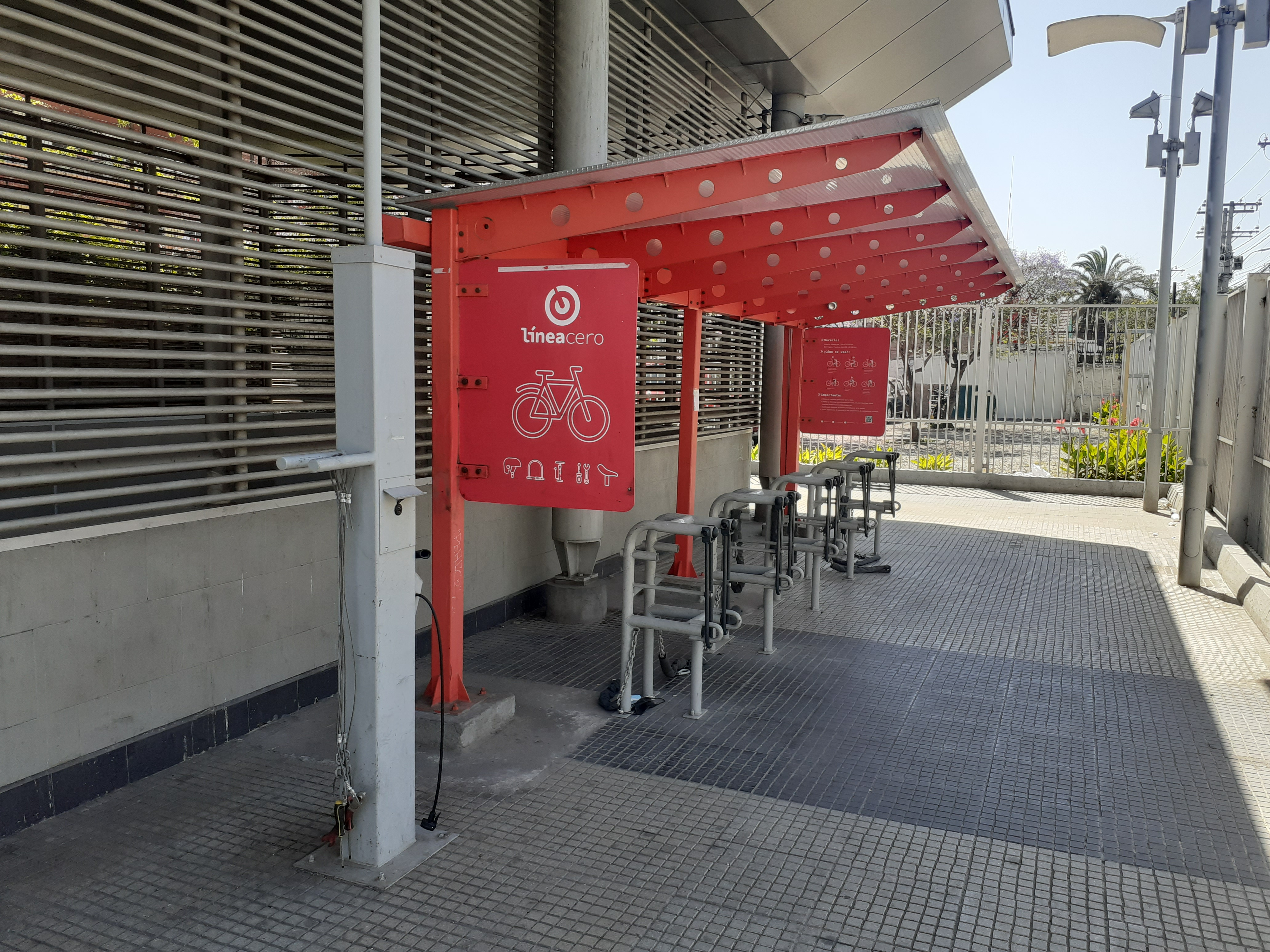
Bicicletero de Línea Cero en la estación El Parrón.

Inaugurado el 8 de septiembre de 2018, inicialmente sólo en algunas estaciones de la recientemente abierta Línea 6, este servicio se encuentra mayoritariamente en las líneas automáticas con la excepción de una guardería, la cual se encuentra en una línea tradicional. A diferencia de Bicimetro, Línea Cero opera en horarios dependiendo de la estación, por lo que no cuenta con una programación consistente. Además, su modo de pago se realizaba a través de una aplicación llamada Movatic.
El 23 de agosto de 2019 se inauguraron tres bicicleteros gratuitos (que además cuentan con sistema de aire para inflar neumáticos y un set de herramientas para reparar bicicletas) en dos estaciones de la Línea 3 (Cardenal Caro y Fernando Castillo Velasco) y uno en la Línea 2 (El Parrón), previendo estar presente en 60 estaciones hacia el año 2020.
Su precio era de $150 base más $5 por cada 30 minutos transcurridos. También contaba con un plan mensual que tenía un costo de $3990 mensuales. Su pago era en línea y solamente se podía pagar con una tarjeta de crédito o débito. El pago por el uso de los bicicleteros de Línea Cero fue suprimido en 2021, a la vez que se presentó un plan para ampliar la red de bicicleteros en diferentes líneas del metro.
Las estaciones que poseen bicicleteros de Línea Cero son los siguientes:
| Línea 1   | Línea 2             | Línea 3 | Línea 4                                                               | Línea 5                                                                          | Línea 6                                                                                                   |
| --------- | ------------------- | --- | --------------------------------------------------------------------- | -------------------------------------------------------------------------------- | --- |
| Pajaritos | Lo Ovalle El Parrón | Plaza Quilicura Lo Cruzat Ferrocarril Los Libertadores Cardenal Caro Vivaceta Plaza Chacabuco Hospitales Monseñor Eyzaguirre Fernando Castillo Velasco | Los Orientales Rojas Magallanes Los Quillayes San José de la Estrella | Santiago Bueras Las Parcelas Barrancas Cumming Carlos Valdovinos Pedrero Mirador | Los Leones Inés de Suárez (24 horas) Bío Bío Franklin (24 horas) Presidente Pedro Aguirre Cerda Cerrillos |